# اردشیر (شاه آدیابن)
اردشیر (پارسی میانه: Ardašīr) یکی از نجیب‌زادگان ساسانی در سده سوم میلادی در زمان حکومت شاپور یکم و شاه آدیابن بود.

## زندگی

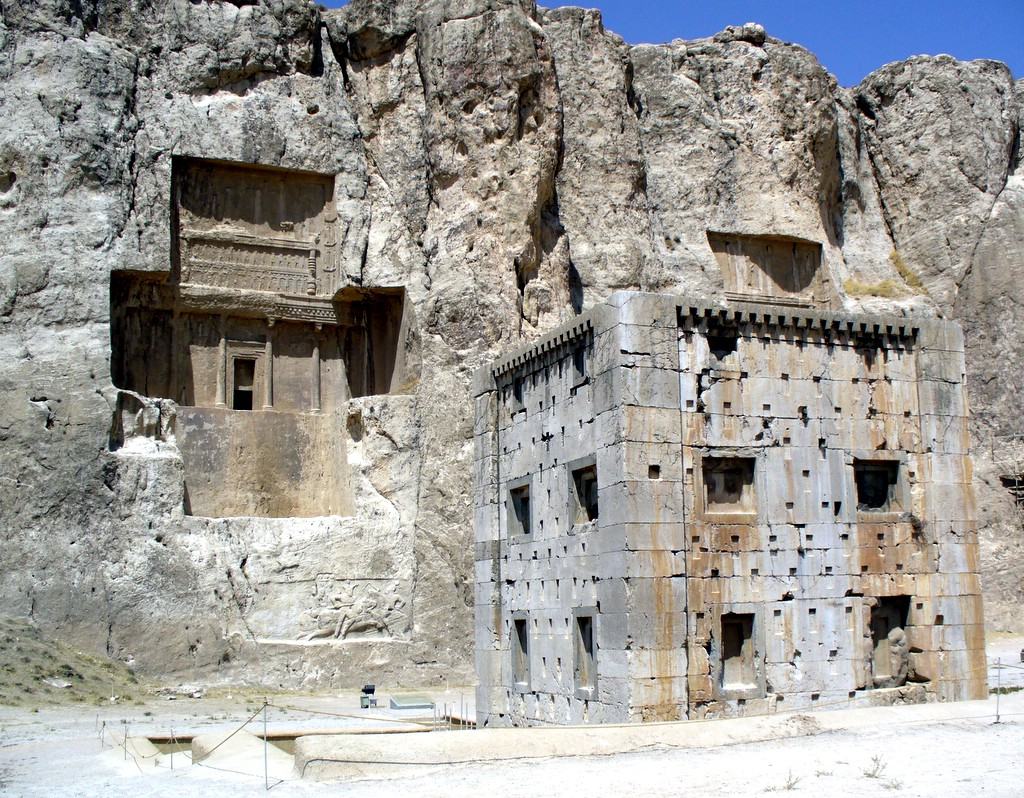
کعبه زرتشت، جایی که سنگ‌نوشته شاپور یکم حک شده‌است

از او در سنگ‌نوشته شاپور یکم بر کعبه زرتشت یاد شده‌است. او در این سنگ‌نوشته در میان ۶۷ نجیب‌زاده در رتبهٔ نخست قرار دارد که این جایگاه والای او را نشان می‌دهد. تصور می‌شود که او برخلاف نجیب‌زادگانی که بلافاصله پس از وی نام برده شده‌اند و در مناطق خود نایب‌السلطنه بودند، اردشیر می‌تواند پادشاه یک دولت دست‌نشانده باشد. قلمروی او در میان‌رودان در و شرق رودخانه دجله بود و میان دو شاخه آن، زاب بزرگ و کوچک و همچنین منطقه مجاور آن در شمال امتداد داشت.
این احتمال وجود دارد که اردشیر عضوی از خاندان ساسان و شاید برادر شاپور و پسر اردشیر بابکان باشد.